# Obrnuti transport holesterola
Obrnuti transport holesterola (RCT) (енгл. reverse cholesterol transport) je prirodni proces u organizmu koji se opisuje kao uklanjanje akumuliranog HDL holesterol iz aterosklerotskih plakova lokalizovanih u zidu arterija. Holesterol uklonjen iz plaka prenosi se na česticama HDL u jetru gde se preko žuči izlučuje iz tela. Novostvorene HDL čestice su ravne i prazne i imaju važnu funkciju posredovanja u obrnutom transportu holesterola. Glavni sastojci uključeni u proces RCT su lipoprotein visoke gustoće (HDL) i apolipoproteina A1 (apoA-1), enzimii kao što su; lecitin holesterol aciltransferase (LCAT), fosfolipidi prenosioci proteina (PLTP), jetrena lipaza (HL) i holesterol estar transfer proteina (CETP).
Obrnuti transport holesterola zajedno sa izlučivanjem holesterola igra važnu ulogu u borbi protiv aterogeneze. Modifikacija ovih procesa može osigurati nove terapijski pristupe u lečenju kardiovaskularnih bolesti, u čemu se oglada značaj izučavanja ovih procesa. Zato su opravdana naredna istraživanja o, novim nedovoljno istraženim, faktorima RCT i metabolizma holesterola.

## Polazne osnove
Tokom poslednjih nekoliko decenija, naša saznanja o temeljnim mehanizama procesa ateroskleroze, značajno su napredovala. Važna uloga zapaljenja u svim fazama ove bolesti danas su poznata, uključujući i izazivače, posrednike i krajnje efekte. Mnogi nedavno izneti stavovi saželi su sled događanja u aterogenezi.  Nivo holesterola u plazmi i njegova regulacija važani su faktori u aterosklerozi, a regulacija njegovog nivoa složen proces, koji uključuje sledeće mehanizme:
- unos holesterola,
- biosintezu holesterola,
- transport holesterola (gde spada i RCT),
- metabolizam holesterola,
- izlučivanje holesterola.

U regulaciju nivoa holesterola  uključen je i obrnuti transport holesterola, kao put kojim se transportuje holesterolol iz ekstrahepatičkih (vanjetrenih) ćelija i tkiva u jetru i creva odakle se vrši njegovo izlučivanje. Smanjenjem nakupljanje holesterola u zidu arterije,  može spriječiti razvoj ateroskleroze u čemu RCT ima važnu ulogu. Izlučivanje holesterola, kao deo RCT procesa, jedan je od glavnih mehanizama kojim makrofag unutar krvnog suda luči holesterol izvan ćelija. Ostali važni faktori uključuju; lipoprotein visoke gustine (HDL), subfrakcioni ljudski lipoprotein plazme   apolipoproteinom A1 (apoA-1) kao glavni apolipoprotein. Nivo HDL može odrediti rezultate RCT i isticanje holesterola.
U ovom tekstu biće prikazani glavni mehanizmi transporta holesterola, i opisana najnovija saznanja u obrnutom  transportu holesterola (RCT) i isticanju holesterola, procesima koji značajno utiču na razvoj ateroskleroze.

## Mehanizmi u procesu
Lipoproteini velike gustine (HDL) imaju sposobnost da inhibiraju migraciju monocita u odgovoru na oksidovane LDL. Postoji više mehanizama putem kojih se može oksidisani lipoproteini male gustine (OxLDL) ukloniti iz subendotelnog prostora. Neki od tih mehanizama su:
- fagocitoza uz pomoć skavanger receptora na makrofagima,
- pojačani obrnuti transport holesterola posredstvom lipoproteina velike gustine (HDL-a).

Osim toga, dokazano je da i HDL i njegov glavni apolipoproteinski konstituens, apolipoprotein A-1 (apoA-1 Milano) sprečavaju oksidaciju LDL čestica. Osim pojačanog obrnutog transporta holesterola, HDL i apoA-1 pokazuju svoje korisne efekte tako što odstranjuju reaktivne forme kiseonika iz LDL, sprečavajući tako oksidaciju LDL i posledičnu aktivaciju inflamatornih medijatora. Osim apoA-1, HDL sadrži nekoliko enzima koji mogu sprečiti formiranje oksidisanih fosfolipida u OxLDL koji izaziva zapaljenjski odgovor. Ovi enzimi su paraoksanaza, acetilhidrolaza faktora aktivacije trombocita (PAF-AH) i lecitin holestrol aciltransferaza (LCAT).
Tako je za određivanje rizika od ateroskleroze važan ne samo nivo HDL nego i njegova funkcija. Na primer, u toku akutnog faznog odgovora HDL može biti konvertovan iz svog antiinflamatornog u proinflamatorno stanje. Van Lenten je izučavao ljudski HDL pre i posle elektivne hirurgije. Pre hirurgije HDL je bio sposoban da inhibira oksidaciju LDL i hemotaktičku aktivnost monocita koju LDL indukuju. Tri dana posle hirurgije, u piku akutnog faznog odgovora, HDL je stimulisao oksidaciju LDL i hemotaksičku aktivnost monocita. HDL se vratio u svoje antiinflamatorno stanje nakon jedne nedelje. Tako u akutnoj fazi HDL može biti proinflamatoran, a aktivnost njegovih antiinflamatornih komponenti, apoA-1 i paraoksonaze povezane sa HDL, smanjena je u toku odgovora u akutnoj fazi.
Zato je cilj savremenog lečenja aterioskleroze zasnovan na stimulaciji obrnutog povratnog transporta holesterola, novosintetisanim HDL za uklanjanje holesterola iz plaka u arterijama. Naknadna regresija ateroskleroze terapijskom produkcijom ApoA-1 Milano jedina je tehnologija koja je danas najuspešnija u uklanjanju i regresiji aterosklerotičnog plaka u rizičitih bolesnika sa kardiovaskularnim bolestima.

## Spoljašnje veze
- Reverse cholesterol transport and cholesterol efflux in atherosclerosis